# Батенёвский кряж
Батенёвский кряж (хак. Хара сын «Черный хребет») — отрог Кузнецкого Алатау в Хакасии, отделяет Чулымо-Енисейскую котловину на севере от Сыдо-Ербинской котловины на юге.
Является складчато-глыбовой структурой антиклинорий герцинской складчатости варисцийского орогенеза. Характерны продольные и поперечные ступени (флексуры). Среднегорное, низкогорное поднятие (500—1200 м над уровнем моря) с куэстовыми формами, выположенными водоразделами с врезанными речными долинами. На склонах многочисленные карстовые пещеры, например, «Пионерская» в долине р. Тесь. 
Максимальная высота в юго-западной части 1249—1266 м. Сложен серыми известняками, доломитами, в северной части — зеленокаменными эффузивами, туфами, сланцами. Расположен между 89° 55' и 91° 00' вд. Есть месторождения меди и молибдена.
На юго-западных склонах — берёзовые и лиственнично-новые леса, на северо-восточных склонах — горная лесостепь. Соответственно территории Боградского и Усть-Абаканского районов Хакасии.
На южном склоне берёт начало река Бюря, на северном — река Сон.
Через Батенёвский кряж проходит ряд автодорог: М54 «Енисей» (между Первомайским и Знаменкой) и Р408 (между Шира и Боградом), а также железная дорога Ачинск — Абакан (раньше проходила в Сонском тоннеле, ныне пущена по обходу).